# Wasserbourg
 Wasserbourg  là một xã trong tỉnh Haut-Rhin, vùng Grand Est ở đông bắc Pháp. Xã này có diện tích 9,47 km², dân số năm 1999 là 501 người. Khu vực này có độ cao 530 mét trên mực nước biển.